# Shenzhousaurus
Shenzhousaurus (Shenzhousaurus orientalis) – dinozaur z grupy ornitomimozaurów (Ornithomimosauria).
Żył w epoce wczesnej kredy (ok. 134 mln lat temu) na terenach wschodniej Azji. Długość ciała ok. 1,2 m, wysokość ok. 40 cm, masa ok. 5 kg. Jego szczątki znaleziono w Chinach (w prowincji Liaoning).
Był szybkim biegaczem. Odżywiał się owocami i drobnymi zwierzętami, w tym owadami.